# 塔洛納 (喬治亞州)
塔洛納（英語：Talona）是位於美國喬治亞州吉爾默縣的一個非建制地區。該地的面積和人口皆未知。

## 地理
塔洛納的座標為34°35′50″N 84°30′43″W / 34.59722°N 84.51194°W，而該地的平均海拔高度為359米（即1178英尺）。